# Christuskirche (Speyer)

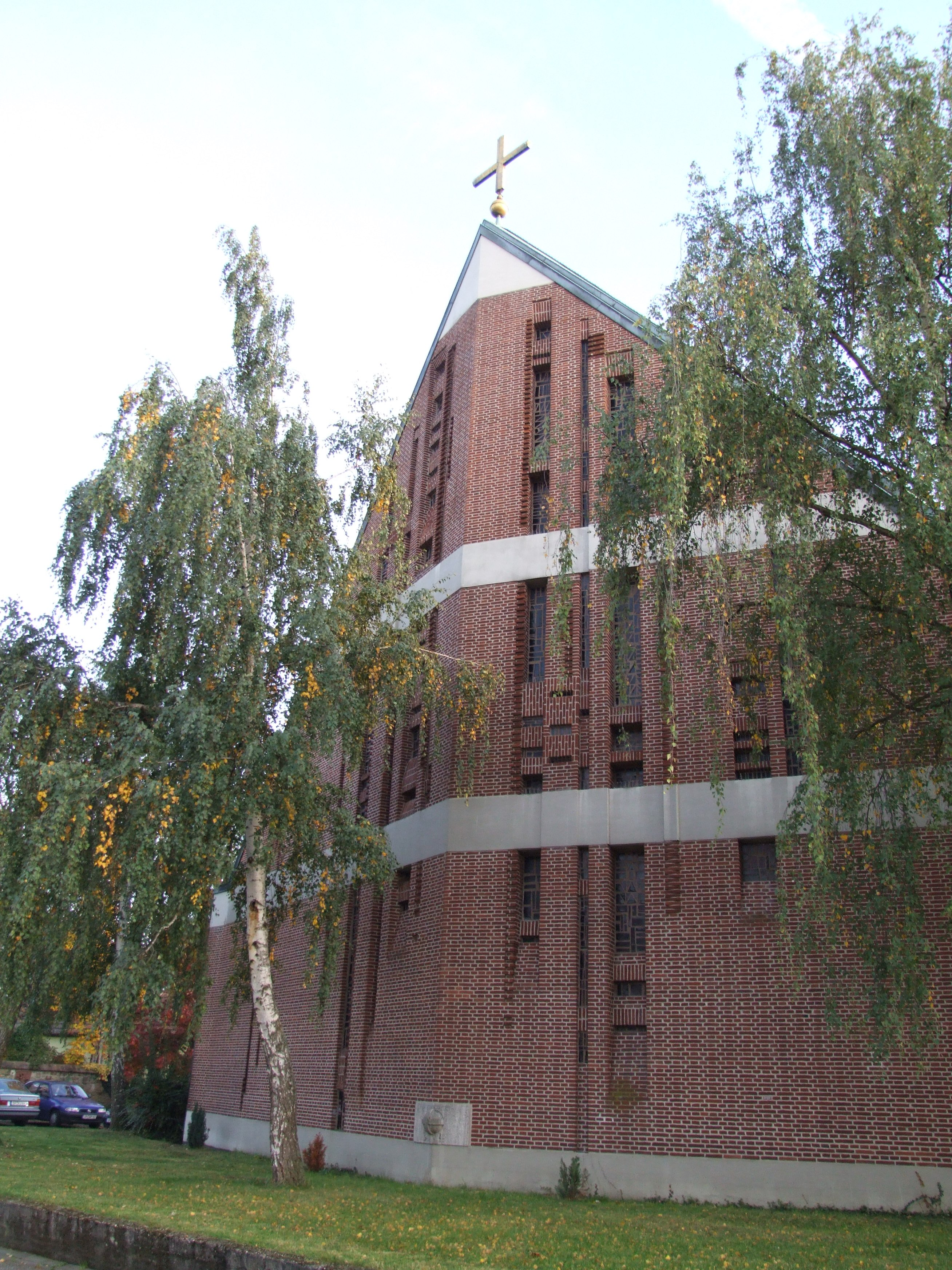
Nordwand ausgeführt in Klinkern

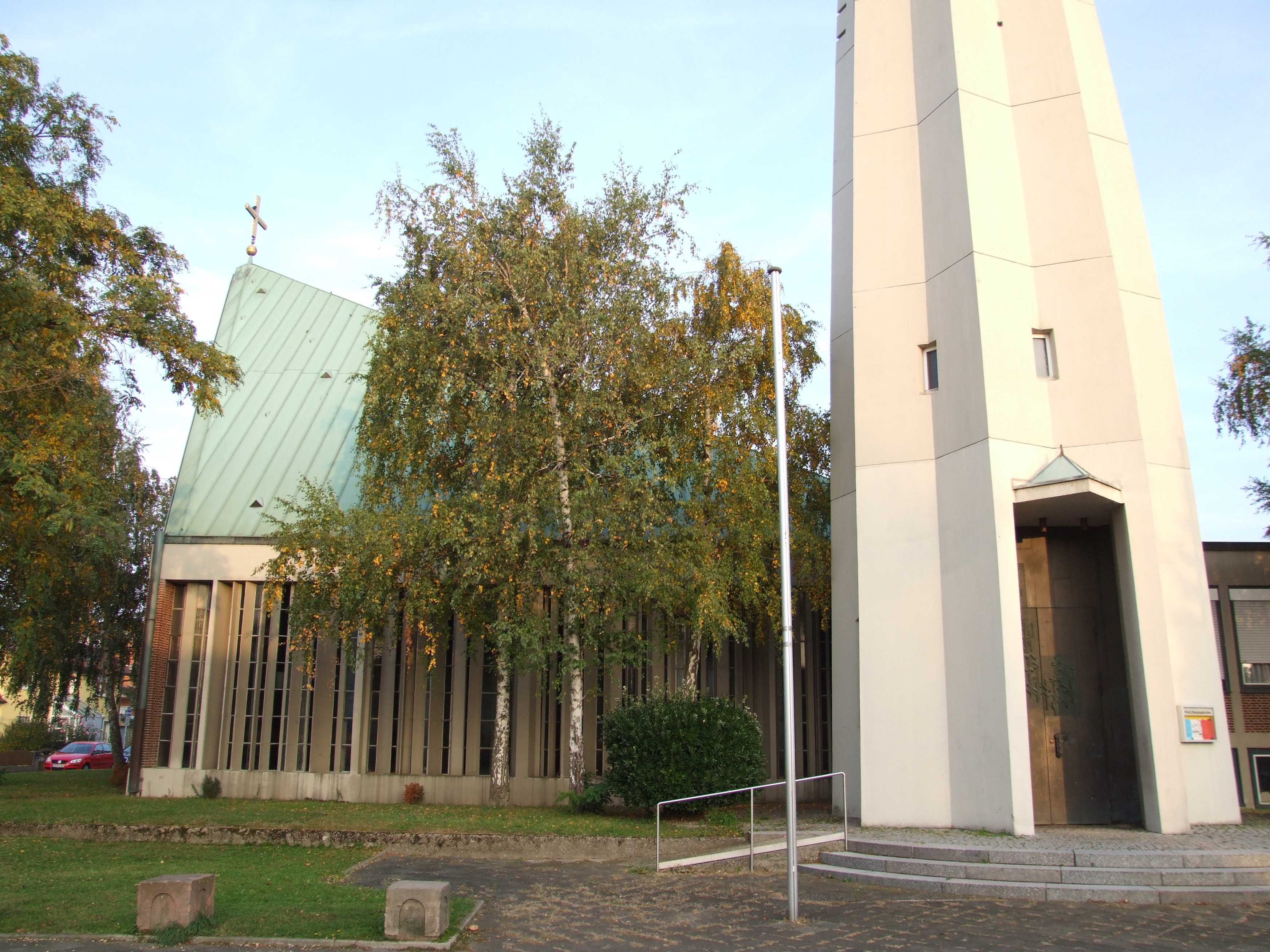
Westwand mit den Fensterbändern

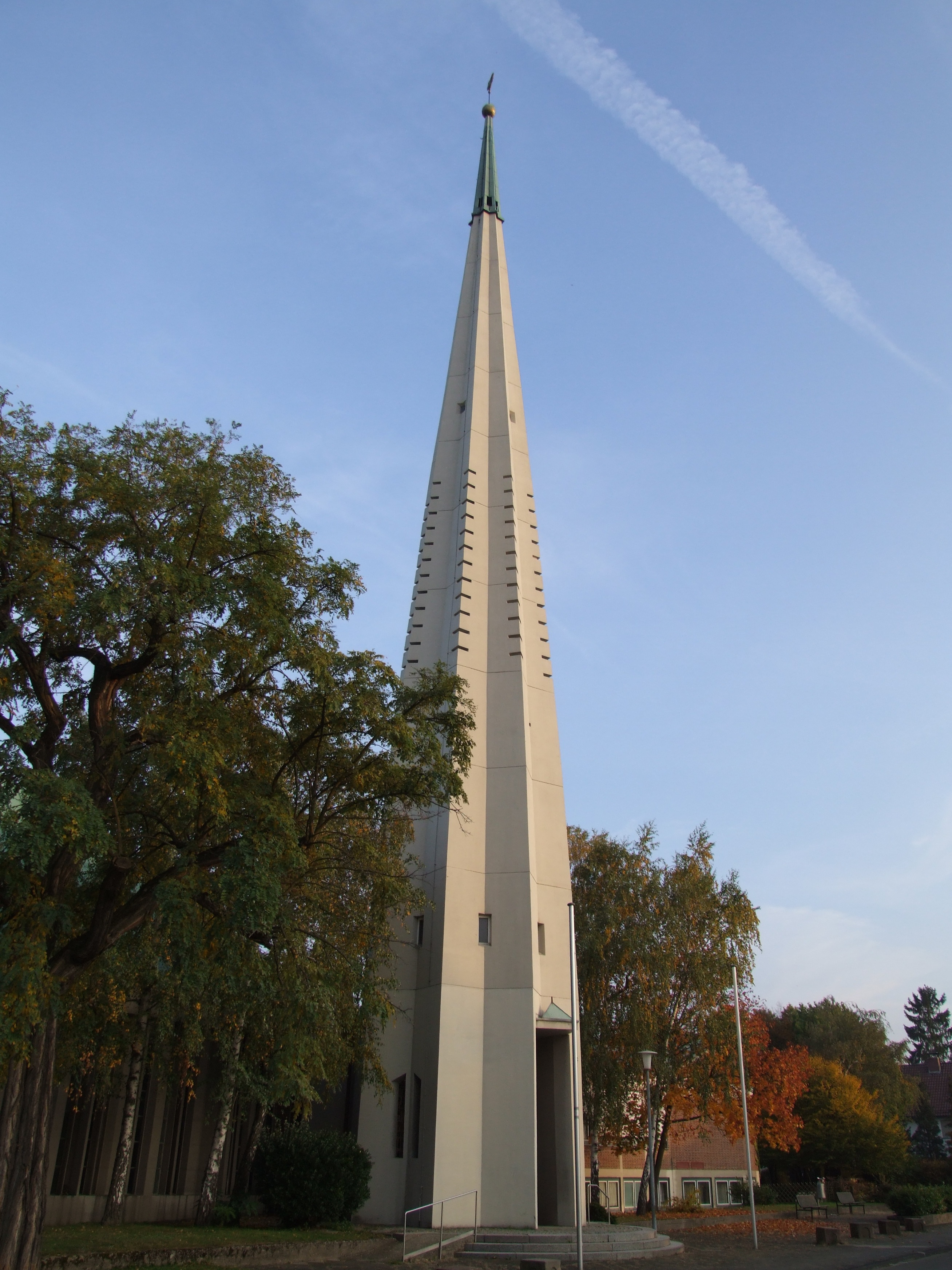
Der Turm der Christuskirche, ca. 45 Meter, verkupferte Spitze mit Wetterhahn

Die Christuskirche ist eine Kirche mit Gemeindezentrum und Pfarrhaus für die protestantischen Christen des Stadtteils Speyer-Nord („Siedlung“) der Stadt Speyer.
Die Gemeinde unterhält enge ökumenische Beziehungen zur benachbarten katholischen Gemeinde  St. Konrad und pflegt eine Partnerschaft ins englische Spalding, einer Partnerstadt von Speyer.
Auf dem Kirchturm nistet seit Jahren ein Paar Turmfalken.

## Architekt und Baugeschichte
Architekt des Baukomplexes war Egon Freyer, der als Sieger aus einem Wettbewerb hervorgegangen war. Der Bau begann mit dem Pfarrhaus 1961, der erste Spatenstich für die eigentliche Kirche erfolgte 1962, die Grundsteinlegung im Mai 1963, das Richtfest feierte man im Dezember 1963 und am 4. Advent 1964 die Indienststellung. Die langsame Fertigstellung war dadurch ausgelöst worden, dass die Kirche auch als Garnisonskirche für die Soldaten und ihre Familien einer neuen Pionierkaserne im Norden dienen sollte. Die Zusagen des Bundesministeriums für Verteidigung für Kredite für einen Teil der Kosten wurde aber zurückgezogen, wegen der damaligen politischen Gefahren, ja der angenommenen Kriegsgefahr im Gefolge des Baus der Berliner Mauer und der Kubakrise. Erst nachdem der Landeskirchenrat einen Sonderkredit zugesagt hatte, konnte weitergebaut werden. Neben dem Architekten prägte der damalige Pfarrer Hans Bähr den Bau und das Baugeschehen.

### Form und Material
Geprägt wird der Anblick der Kirche durch einen sternförmigen, schlanken, spitz zulaufenden ca. 45 Meter hohen Betonturm, dessen kupferverkleidete Spitze von einem vergoldeten Wetterhahn gekrönt wird.
Die Optik der Wände wird von Klinkern bestimmt, zu deren Verwendung den Architekten eine Hollandreise veranlasst hatte. Die einzelnen Steine wurden in ein Strohbett gegossen, das beim Brennen der Ziegel verbrannte, aber eine interessante und lebendige Struktur in der Oberfläche hinterließ. Die Arbeit mit Klinkern musste von der Baufirma neu gelernt werden. Ursprünglich war auch der Turm in Klinkerbauweise geplant, aber die statischen Probleme waren nicht lösbar, so dass man sich zu der Ausführung in Beton entschloss. Ein Baumaterial das Freyer entgegen dem damaligen Trend für den Kirchenbau ansonsten ablehnte, weil er keine "Betonfestung" wollte, sondern einen warmen Klinkerbau.

### Innenraum
Im Innern bestimmen in den unregelmäßig angeordneten Fensterbändern der Giebelwand die farbigen Fenster von Erich Schug die Optik ebenso wie das hochgezogene holzverkleidete Dach, eine leicht erhöhte Kanzel, der Altar auf einem ebenfalls leicht erhöhten Dreiviertelrund und ein sehr großes Holzkreuz neben der Kanzel. Das Material für das Holzkreuz hatte Freyer nach langer Suche in einer damals noch in Speyer existierenden Fabrik für Eisenbahnschwellen aus Eichenholz gefunden, der Richtberg KG, in Speyer bekannt als "Schwellebeez". Freyer wählte für die Senkrechte einen Balken mit einem Riss von der Basis bis zur Spitze, der nach seiner Aussage elementarstes Leiden symbolisieren sollte. Dieses monumentale Kreuz wurde zunächst von vielen als zu roh und brutal kritisiert.
Egon Freyer hält im Rückblick die Christuskirche für eine seiner besten Arbeiten und auch die Gemeinde schätzt ihre Kirche außerordentlich, wie auch z. B. anlässlich der Spendenkampagnen für die Orgel deutlich wurde.

### Solardach
Sehr früh 1993 nutze die Gemeinde das nach Süden ausgerichtete Kirchendach zur Installation von 375 Solarzellen auf 250 Quadratmetern.

### Orgel
Nachdem Jahrzehnte für die Musik nur ein kleines Positiv zur Verfügung stand, wurde auf Grundlage alter Pläne des Architekten Freyer zunächst vom Speyerer Orgelbaumeister Scherpf und dann von Orgelbauer Peter Ohlert aus Kirkel eine Orgel gebaut, die sich spiralförmig am rechten Betonpfeiler emporwindet. Die im Mai 2000 vollendete Orgel ist in dieser Bauform einzigartig. Das Schleifladeninstrument hat 22 Register, darunter vier Register auf Wechselschleifen (Solowerk in das Pedal) auf drei Manualwerken und Pedal. Die Spieltraktur ist mechanisch mit Seilzügen, die Registertraktur ist elektrisch.
| Hauptwerk C-g3 |                   |     |
| 1.             | Koppelflöte       | 08′ |
| 2.             | Traversflöte      | 04′ |
| 3.             | Cornett V (ab a0) | 08′ |
| 4.             | Fagott            | 16′ |
| 5.             | Trompete          | 08′ |

| II Hauptwerk C–g3 |                       |       |
| 06.               | Principal             | 8′    |
| 07.               | Rohrflöte             | 8′    |
| 08.               | Octave                | 4′    |
| 09.               | Quinte                | 2 ⁄3′ |
| 10.               | Octave                | 2′    |
|                   | Quinte (Vorab Nr. 12) | 1 ⁄3′ |
| 11.               | Mixtur IV             | 1 ⁄3′ |
| 12.               | Spanisches Regal      | 8′    |

| III Positiv C–g3 |                       |        |
| 13.              | Gedackt               | 8′     |
| 14.              | Salicional            | 8′     |
| 15.              | Blockflöte            | 4′     |
| 16.              | Nasard                | 2 ⁄3′  |
| 17.              | Principal             | 2′     |
| 18.              | Terz                  | 1 3⁄5′ |
|                  | Octave (Vorab Nr. 19) | 1′     |
| 19.              | Scharff IV            | 1′     |
| 20.              | Schalmey              | 8′     |
|                  | Tremulant             |        |

| Pedalwerk C–f1 |                         |     |
| 21.            | Subbaß                  | 16′ |
| 22.            | Octavbaß                | 08′ |
|                | Koppelflöte (WS Nr. 1)  | 08′ |
|                | Traversflöte (WS Nr. 2) | 04′ |
|                | Fagott (WS Nr. 4)       | 16′ |
|                | Trompete (WS Nr. 5)     | 08′ |

## Vorgängerbau
Vor Errichtung der Christuskirche stand den Protestanten des jungen, frisch gegründeten Stadtteils ein 1935 im Eichenweg gegenüber dem Siedlergemeinschaftshaus errichtetes Gemeindehaus zur Verfügung, das wochentags als Kindergarten genutzt wurde, der sonntags zum Gottesdienstraum umgeräumt wurde. Nach Bau der Christuskirche wurde im Eichenweg ein Hort untergebracht. Nach einem Brand in den 1990er-Jahren wurde der Hort in den Komplex der Siedlungsschule verlegt und das alte Gemeindehaus für Wohnzwecke umgebaut.